# ペルナ病
ペルナ病（ペルナびょう、perna disease）とは、塩素含有性ナフタレンの取扱者にみられた慢性炎症疾患。
塩素痤瘡とも呼ばれる。全身にニキビ様皮疹が生じる。